# Comuna Novîkî, Zbaraj
Novîkî (în ucraineană Новики) este o comună în raionul Zbaraj, regiunea Ternopil, Ucraina, formată din satele Ciumali, Novîkî (reședința) și Oprilivți.

## Demografie
Componența lingvistică a comunei Novîkî
     Ucraineană (99,63%)
     Alte limbi (0,36%)
Conform recensământului din 2001, majoritatea populației comunei Novîkî era vorbitoare de ucraineană (99,63%), existând în minoritate și vorbitori de alte limbi.